# Anatolio (curator)
Anatolio (in greco antico: Αναтόλιος?; ... – Costantinopoli, 14 dicembre 557) è stato un funzionario bizantino, attivo durante il regno di Giustiniano I (r. 527-565).
Ricoprì i titoli di "curator domus divinae" ("curatore della casa divina", amministratore delle proprietà private della famiglia imperiale) e console onorario. Rimase ucciso nel terremoto di Costantinopoli del 557.

## Biografia
Secondo Agathias, Anatolio era responsabile della cura (amministrazione) delle case e dei terreni di proprietà dell'imperatore Giustiniano I. (in greco antico:  έπιμέλειαν τῶν βασιλέως οίκων τε καί κτημάτων?). Il suo grado nell'amministrazione imperiale è riportato come quello di curator ed è equiparato a quello di un console. Ciò lo renderebbe un "curator domus divinae" ("curatore della casa divina", amministratore della proprietà privata della famiglia imperiale) e console onorario. Il titolo successivo indica che Anatolio era sia membro del Senato bizantino sia un vir illustris ("uomo illustre", senatore di alto rango).
Era impopolare a causa della sua condotta. Rivendicò i beni di molte case benestanti, con il pretesto di raccogliere ciò che era dovuto all'imperatore. Ciò gli permise di ignorare i termini specificati nelle volontà dei proprietari recentemente deceduti. La proprietà sequestrata cadeva quindi sotto il suo controllo come curatore. Agathias sottintende che Anatolio in questo modo aggiungeva parti della proprietà sequestrata alle sue proprietà.
Anatolio probabilmente divenne uno degli uomini più ricchi del suo tempo. La sua residenza privata a Costantinopoli è descritta come decorata con marmo, un materiale piuttosto costoso. Il ruolo del materiale decorativo era quello di mostrare la ricchezza e il gusto raffinato del proprietario della residenza. "Adornato con una varietà di placche di marmo attaccate al muro, del tipo che è sfarzosamente e ostentatamente mostrato da coloro che sono straordinariamente affezionati a tale superfluo e inutile bric-à-brac."
Il 14 dicembre 557, Costantinopoli fu colpita da un grande terremoto. La data è stimata in base ai racconti di Giovanni Malalas e Teofane Confessore. Anatolio fu ucciso da un pezzo di marmo che cadeva, evidentemente nella sua stessa residenza. "Anatolio stava dormendo in quel momento nella sua camera da letto abituale ... Una di queste [targhe di marmo], che era fissata al muro vicino al letto, fu scossa dai suoi accessori e strappata via dalla violenza delle scosse. Essa cadde con tutto il suo peso sulla testa e gli fracassò il cranio, ebbe a malapena il tempo di pronunciare un profondo e ovattato gemito di dolore e poi si lasciò ricadere sul letto, la morte lo aveva ghermito."
Agathias nota che Anatolio fu l'unico individuo di alto rango a morire nel disastro. Prende atto della credenza contemporanea secondo cui Anatolio era stato punito per l'ingiustizia della sua condotta. Lo stesso Agathias dubitava che la morte di Anatolio fosse un esempio di giudizio divino: "Ne dubito, perché un terremoto sarebbe la cosa più desiderabile ed eccellente se sapesse come discriminare i cattivi dai buoni, uccidendo quelli e risparmiando questi. Ma, anche ammettendo che [Anatolio] fosse ingiusto, ce n'erano molti di più come lui e peggiori di lui, che rimasero illesi".